# Singureni (Rîșcani)
Singureni ist ein Dorf im Rajon Rîșcani, Moldova.
Der Flugplatz Bălți-Singureni befand sich in Singureni. 